# Конституция Новой Зеландии
Конституция Новой Зеландии — некодифицированная конституция, состоящая из ряда статутов (актов парламента), Договора Вайтанги, распоряжений Исполнительного Совета, жалованных грамот, решений судов и неписаных конституционных обычаев. В конституции Новой Зеландии нет ни одного высшего документа или высшего закона. Конституционный закон 1986 года не стоит над какими-либо другими законами и включает в себя только часть всей некодифицированной конституции Новой Зеландии.
Новая Зеландия является конституционной монархией с парламентской системой правления. Эту систему часто называют Вестминстерской, хотя данный термин становится всё менее подходящим, учитывая конституционные изменения, характерные для Новой Зеландии. Главой государства, источником исполнительной, судебной и законодательной власти в Новой Зеландии является монарх. Монарх представлен в Королевстве Новой Зеландии генерал-губернатором.
В 1980-х годах государство столкнулось с конституционным кризисом, итогом которого стало проведение ряда реформ. В последнее время высказываются мнения относительно создания документа конституции и перехода на республиканскую форму правления. Среди последних изменений стоит отметить создание специализированного комитета по конституционной реформе, учреждение Трибунала Вайтинги, усовершенствование избирательной системы.

## Элементы конституционного строя
Конституционный закон 1986 года закрепляет существование в Новой Зеландии трёх ветвей власти: исполнительная (Исполнительный совет, как Кабинет министров не имеет официального правового статуса), законодательная (однопалатный парламент) и судебная (судебная система).

### Суверен
Новая Зеландия является конституционной монархией. Основополагающий принцип заключается в демократии: политическая власть осуществляется демократически избранным парламентом — эта часть записана так: «королева царствует, но правительство правит до тех пор, пока имеет поддержку Палаты представителей». Монархия Новой Зеландии юридически отличается от британской монархии, так как в 1947 году Новая Зеландия ратифицировала Вестминстерский статут 1931 года и Акт о принятии Вестминстерского статута 1947 года.
Первая часть Конституционного закона 1986 года описывает «суверена» как правящего монарха, главу государства Новой Зеландии. Раздел 2 (1) Закона заявляет статус суверена в Новой Зеландии как главы государства, а в разделе 5 (1) описывается порядок наследования престола: «монарх определяется в соответствии с принятым парламентом Англии Актом о престолонаследии». Это означает, что глава государства Великобритании в соответствии с Актом о престолонаследии 1701 года также является главой государства Новой Зеландии. Однако, в соответствии с Актом о применении имперских законов 1988 года, Акт о престолонаследии считается законом Новой Зеландии, который может быть изменён только парламентом Новой Зеландии.
Время от времени звучали предложения упразднить монархию и установить республику. В отличие от своего соседа, Австралии, Новая Зеландия ещё не проводила референдум по этому вопросу, но ряд видных политиков (в том числе нынешний премьер-министр, Джон Ки) считает, что в конечном итоге переход к республиканскому строю неизбежен. Опросы общественного мнения, однако, показали, что большинство новозеландцев выступают за сохранение монархии.

#### Генерал-губернатор
Представителем суверена в Королевстве Новой Зеландии является генерал-губернатор. Его власть в значительной степени носит церемониальный характер, хотя генерал-губернатор наделён рядом, так называемых, «резервных сил». Генерал-губернатор номинально беспартийный, премьер-министр советует монарху, кого назначать на должность генерал-губернатора.
Всё чаще генерал-губернатор представляет Новую Зеландию за рубежом, ему предоставляются все привилегии главы государства. Можно утверждать, что де-факто главой государства является генерал-губернатор, в то время как де-юре главой государства остаётся монарх. Нынешним генерал-губернатором является Синди Киро.

### Исполнительная власть
Главой правительства Новой Зеландии является премьер-министр. Кабинет министров, который несёт ответственность перед парламентом, осуществляет исполнительную власть. Кабинет министров формирует состав формального органа, известного как Исполнительный совет. Премьер-министр, как лидер ведущей политической партии или коалиции партий, возглавляет Кабинет министров. Все министры должны быть членами парламента (депутатами) и несут коллективную ответственность перед ним.

### Законодательная власть
Новая Зеландия имеет однопалатный парламент — Палату представителей, которая насчитывает не менее 120 членов. С 1996 года выборы в Новой Зеландии проводятся по смешанной избирательной системе: часть депутатов избирается на пропорциональной основе, часть — на мажоритарной. Семь мест составляют квоту членов, избираемых маори. Однако маори могут голосовать и баллотироваться на места, не входящие в квоту, некоторые политики вошли в состав парламента именно таким образом. Парламент избирается на срок в три года, хотя выборы можно провести и раньше. В Новой Зеландии могут голосовать все мужчины и женщины в возрасте 18 лет и старше, исключение составляют лишь осуждённые за преступления. Женщины получили право голоса в 1893 году, таким образом Новая Зеландия стала первой самоуправляемой страной в мире, поддержавшей женское избирательное право.

### Судебная власть
Судебная власть Новой Зеландии имеет свою иерархию, систему судов составляют Верховный суд Новой Зеландии, Апелляционный суд Новой Зеландии, Высокий суд Новой Зеландии и районные суды — это суды общей юрисдикции. Существует несколько судов специальной юрисдикции, в том числе по трудовым спорам, по охране окружающей среды и Земельный суд маори; а также суды по семейным делам и по делам несовершеннолетних, которые работают как специализированные подразделения районных судов. Существует также ряд специализированных трибуналов, которые имеют судебную или квази-судебную юрисдикцию, в том числе Трибунал споров, Трибунал по аренде и Трибунал Вайтанги.
Право Новой Зеландии имеет три основных источника: английское общее право; некоторые законы парламента Великобритании, принятые до 1947 года (в частности, Билль о правах 1689 года) и акты парламента Новой Зеландии. В плане толкования общего права существует тенденция поддержки единообразия с толкованием общего права в Великобритании. Несостыковки возникают, когда суды Новой Зеландии в ходе толкования учитывают местные условия, или когда закон был кодифицирован статутом Новой Зеландии. Судебный комитет Тайного совета в Лондоне, будучи до 2003 года высшей апелляционной инстанцией для судов Новой Зеландии, в своей практике при вынесении решений обычно всегда опирался на британское общее право и тем самым поддерживал сложившуюся в течение многих лет тенденцию, хотя, технически, он не обязан был так поступать. Верховный суд Новой Зеландии, созданный в октябре 2003 года и заменивший Тайный совет для апелляционных обращений, призван кардинальным образом пересмотреть данный механизм работы и сформировать собственную судебную практику с учётом национальных особенностей страны.

### Договор Вайтанги
Роль Договора Вайтанги в конституционном праве Новой Зеландии является предметом многочисленных дискуссий. Всё чаще Договор рассматривается как важный источник конституционного права. В самом деле, ссылки на принципы Договора Вайтанги появляются в ряде законодательных актов, хотя сами принципы не были определены в уставе. Напротив, они определены прецедентом Апелляционного суда 1987 года, знаменитым «Делом земель» с участием Совета маори Новой Зеландии. Маори были серьёзно обеспокоены реструктурированием экономики Новой Зеландии тогдашним четвёртым лейбористским правительством, в частности передачей активов бывших правительственных ведомств государственным предприятиям. Государственные предприятия представляли собой в основном частные фирмы, принадлежащие правительству. Из-за этого они предотвращали возвращение переданных маори для государственных нужд активов в собственность маори по решению Трибунала Вайтанги. Совет маори требовал выполнения раздела 9 Акта о государственных предприятиях 1986 года: «Ничто в этом акте не разрешает Короне действовать таким образом, который является несовместимым с принципами Договора Вайтанги».
Текст самого Договора входит в Акт о Договоре Вайтанги 1975 года, закон, который уполномочил Трибунал Вайтанги рассматривать вопросы нарушения Договора. Закон первоначально был направлен на перспективу, но позже в 1985 году были внесены поправки, в итоге по положениям документа могут решаться споры любой давности с момента подписания Договора. Поправка 1985 также впервые включила в Акт текст Договора на языке маори.

### Права человека
Конституция Новой Зеландии закрепляет основные политические и социальные права. Одним из источников, которые составляют конституцию Новой Зеландии, является Билль о правах 1990 года. Этот закон был первым источником конституции Новой Зеландии, который прямо ссылается на положения Международного пакта о гражданских и политических правах (МПГПП). Новозеландский Билль о правах устанавливает гражданские и политические права населения государства в соотношении с правами трёх ветвей власти, а также юридических и физических лиц, осуществляющих государственные функции. Наряду с Актом о правах человека 1993 года, Билль о правах составляет основу для защиты прав человека в Новой Зеландии. Они не были включены непосредственно в систему права, однако многие из прав человека, закреплённых МПГПП, были перенесены в Билль о правах. К таким относятся избирательные права (раздел 12) и свобода объединений (раздел 17). Акт о правах человека 1993 года также запрещает дискриминацию на основе политических убеждений (раздел 21).
Было выражено беспокойство, что в связи с особенностями конституции Новой Зеландии, а также отсутствием полной интеграции в систему права, недостаточно защищены права, предусмотренные МПГПП. Билль о правах не является основополагающим или высшим законом, и теоретически может быть дополнен простым большинством Парламента. Однако он также может быть рассмотрен как часть формирующейся конституционной конвенции, в таком случае требуется существенная поддержка любых весомых изменений.